# Фа Чжэн
Фа Чжэн (кит. 法正, пиньинь Fǎ Zhèng, 176—220), взрослое имя Сяочжи́ (кит. 孝直, пиньинь Xiàozhí) — военный и политический деятель империи Восточная Хань.

## Биография
Род Фа происходил от Тянь Фачжана, вана царства Ци. После того, как царство Ци было завоёвано царством Цинь, потомки Тянь Фачжана сменили фамилию с Тянь на Фа. Предки Фа Чжэна жили в уезде Мэйсянь округа Юфуфэн (современный уезд Мэйсянь городского округа Баоцзи провинции Шэньси). Прадед Фа Чжэна — Фа Сюн — был управляющим округом Наньцзюнь, дед Фа Чжэнь предпочёл частную жизнь, а отец Фа Янь был министром юстиции.
Когда в начале III века в стране разразился голод, то Фа Чжэн и его друг Мэн Да перебрались в провинцию Ичжоу (занимала Сычуаньскую котловину). Губернатор Лю Чжан сделал Фа Чжэна управляющим уездом Синьду. Наблюдая ситуацию изнутри, Фа Чжэн и его друзья пришли к выводу, что Лю Чжан является неспособным и некомпетентным губернатором.
В 208 году друг Фа Чжэна Чжан Сун отправился в провинцию Цзинчжоу, чтобы повстречаться с Цао Цао, фактически контролировавшим императорский двор. По возвращении Чжан Сун посоветовал Лю Чжану порвать с Цао Цао и вместо этого сделать ставку на Лю Бэя. Фа Чжэн съездил к Лю Бэю в качестве представителя Лю Чжана, и по возвращении доложил, что Лю Бэй имеет грандиозные амбиции, и что стоит следовать за ним.
В 211 году Лю Чжан узнал, что Цао Цао собирается атаковать Чжан Лу в Ханьчжуне. Так как Ханьчжун занимал стратегически важное положение, являясь «воротами в Ичжоу», то Лю Чжан по совету Чжан Суна отправил Фа Чжэна послом к Лю Бэю, чтобы договориться о заключении союза для захвата Ханьчжуна до того, как это сделает Цао Цао. На встрече с Лю Бэем Фа Чжэн тайно посоветовал ему свергнуть Лю Чжана и использовать богатые ресурсы провинции Ичжоу для последующей борьбы за власть в Поднебесной. Лю Бэй принял этот совет.
Когда в 212 году Лю Бэй начал завоевание провинции Ичжоу, то Чжэн Ду указал Лю Чжану, что у Лю Бэя мало припасов, а солдаты набраны недавно и не являются лояльными, и посоветовал использовать «стратегию выжженной земли», не вступая в прямые боестолкновения, и разбить Лю Бэя, когда тот будет вынужден начать отступать. Узнав об этом, Лю Бэй спросил Фа Чжэна, что он думает об этом, но тот ответил, что Лю Чжан вряд ли примет этот план. Фа Чжэн оказался прав: Лю Чжан не захотел причинять страдания народу, и не только не принял план, но и уволил самого Чжэн Ду. В 214 году Лю Чжан был вынужден капитулировать перед Лю Бэем.
Лю Бэй поставил Фа Чжэна во главе округа Шу и дал ему звание «генерала распространяющего военную мощь». Фа Чжэн стал главным советником Лю Бэя. Воспользовавшись новым положением, он стал сводить счёты с теми, кто прежде враждовал с ним, и убил несколько человек.
В 217 году Фа Чжэн указал Лю Бэю на стратегическую важность Ханьчжуна и посоветовал выбить оттуда войска Цао Цао. Лю Бэй послушался совета, и в результате серии походов захватил Ханьчжун. После этого он провозгласил себя Ханьчжунским князем (漢中王), а Фа Чжэна сделал главным имперским секретарём и дал ему звание «генерала защищающего армию». В следующем году Фа Чжэн скончался, и Лю Бэй дал ему посмертный титул Иского хоу (翼侯).